# Бабино (Беране)
Бабино је насеље у општини Беране у Црној Гори. Према попису из 2011. било је 413 становника (према попису из 1991. било је 391 становника).

## Демографија
У насељу Бабино живи 331 становника, а просечна старост становништва износи 33,9 година (35,0 код мушкараца и 32,9 код жена). У насељу има 111 домаћинстава, а просечан број чланова по домаћинству је 3,93.
Ово насеље је већином насељено Србима (према попису из 2011. године).
|  |

| Демографија | Демографија | Демографија |
| Година      | Становника  | Становника  |
| ----------- | ----------- | ----------- |
|             |             |             |
|             |             |             |
|             |             |             |
|             |             |             |
| 1948.       | 594         |             |
| 1953.       | 480         |             |
| 1961.       | 465         |             |
| 1971.       | 504         |             |
| 1981.       | 441         |             |
| 1991.       | 391         | 389         |
| 2003.       | 446         | 436         |
| 2011.       |             | 413         |
| 2023.       |             | 331         |

| Етнички састав према попису из 2011.‍ | Етнички састав према попису из 2011.‍ | Етнички састав према попису из 2011.‍ | Етнички састав према попису из 2011.‍ | Етнички састав према попису из 2011.‍ |
| ------------------------------------ | ------------------------------------ | ------------------------------------ | ------------------------------------ | ------------------------------------ |
|                                      |                                      |                                      |                                      |                                      |
| Срби                                 | Срби                                 |                                      | 316                                  | 76,51%                               |
| Црногорци                            | Црногорци                            |                                      | 56                                   | 14,29%                               |
| непознато                            | непознато                            |                                      | 38                                   | 9,20%                                |

| \| \| м \| \| \| ж \| \| ? \| 1 \| \| \| 4 \| \| 80+ \| 2 \| \| \| 3 \| \| 75—79 \| 4 \| \| \| 7 \| \| 70—74 \| 11 \| \| \| 9 \| \| 65—69 \| 8 \| \| \| 11 \| \| 60—64 \| 14 \| \| \| 12 \| \| 55—59 \| 8 \| \| \| 10 \| \| 50—54 \| 11 \| \| \| 6 \| \| 45—49 \| 10 \| \| \| 12 \| \| 40—44 \| 12 \| \| \| 11 \| \| 35—39 \| 27 \| \| \| 11 \| \| 30—34 \| 10 \| \| \| 18 \| \| 25—29 \| 9 \| \| \| 19 \| \| 20—24 \| 8 \| \| \| 11 \| \| 15—19 \| 10 \| \| \| 22 \| \| 10—14 \| 23 \| \| \| 24 \| \| 5—9 \| 25 \| \| \| 22 \| \| 0—4 \| 12 \| \| \| 19 \| \| Просек : \| 18 \| \| \| 10 \| |    |  |  |    |
| |    |  |  |    |
| | м  |  |  | ж  |
| ? | 1  |  |  | 4  |
| 80+ | 2  |  |  | 3  |
| 75—79 | 4  |  |  | 7  |
| 70—74 | 11 |  |  | 9  |
| 65—69 | 8  |  |  | 11 |
| 60—64 | 14 |  |  | 12 |
| 55—59 | 8  |  |  | 10 |
| 50—54 | 11 |  |  | 6  |
| 45—49 | 10 |  |  | 12 |
| 40—44 | 12 |  |  | 11 |
| 35—39 | 27 |  |  | 11 |
| 30—34 | 10 |  |  | 18 |
| 25—29 | 9  |  |  | 19 |
| 20—24 | 8  |  |  | 11 |
| 15—19 | 10 |  |  | 22 |
| 10—14 | 23 |  |  | 24 |
| 5—9 | 25 |  |  | 22 |
| 0—4 | 12 |  |  | 19 |
| Просек : | 18 |  |  | 10 |

| Број домаћинстава према пописима из периода 1948—2003. | Број домаћинстава према пописима из периода 1948—2003. | Број домаћинстава према пописима из периода 1948—2003. | Број домаћинстава према пописима из периода 1948—2003. | Број домаћинстава према пописима из периода 1948—2003. | Број домаћинстава према пописима из периода 1948—2003. | Број домаћинстава према пописима из периода 1948—2003. | Број домаћинстава према пописима из периода 1948—2003. |
| Година пописа                                          | 1948.                                                  | 1953.                                                  | 1961.                                                  | 1971.                                                  | 1981.                                                  | 1991.                                                  | 2003.                                                  |
| ------------------------------------------------------ | ------------------------------------------------------ | ------------------------------------------------------ | ------------------------------------------------------ | ------------------------------------------------------ | ------------------------------------------------------ | ------------------------------------------------------ | ------------------------------------------------------ |
| Број домаћинстава                                      | 92                                                     | 98                                                     | 104                                                    | 113                                                    | 95                                                     | 117                                                    | 111                                                    |

| Број домаћинстава по броју чланова према попису из 2003. | Број домаћинстава по броју чланова према попису из 2003. | Број домаћинстава по броју чланова према попису из 2003. | Број домаћинстава по броју чланова према попису из 2003. | Број домаћинстава по броју чланова према попису из 2003. | Број домаћинстава по броју чланова према попису из 2003. | Број домаћинстава по броју чланова према попису из 2003. | Број домаћинстава по броју чланова према попису из 2003. | Број домаћинстава по броју чланова према попису из 2003. | Број домаћинстава по броју чланова према попису из 2003. | Број домаћинстава по броју чланова према попису из 2003. | Број домаћинстава по броју чланова према попису из 2003. |
| Број чланова                                             | 1                                                        | 2                                                        | 3                                                        | 4                                                        | 5                                                        | 6                                                        | 7                                                        | 8                                                        | 9                                                        | 10 и више                                                | Просек                                                   |
| -------------------------------------------------------- | -------------------------------------------------------- | -------------------------------------------------------- | -------------------------------------------------------- | -------------------------------------------------------- | -------------------------------------------------------- | -------------------------------------------------------- | -------------------------------------------------------- | -------------------------------------------------------- | -------------------------------------------------------- | -------------------------------------------------------- | -------------------------------------------------------- |
| Број домаћинстава                                        | 111                                                      | 18                                                       | 20                                                       | 12                                                       | 14                                                       | 23                                                       | 8                                                        | 10                                                       | 3                                                        | 2                                                        | 1                                                        |

| Пол    | Укупно | Неожењен/Неудата | Ожењен/Удата | Удовац/Удовица | Разведен/Разведена | Непознато |
| ------ | ------ | ---------------- | ------------ | -------------- | ------------------ | --------- |
| Мушки  | 145    | 38               | 98           | 5              | 2                  | 2         |
| Женски | 166    | 42               | 94           | 21             | 4                  | 5         |
| УКУПНО | 311    | 80               | 192          | 26             | 6                  | 7         |

| Пол    | Укупно                    | Пољопривреда, лов и шумарство | Рибарство                            | Вађење руде и камена | Прерађивачка индустрија       |
| ------ | ------------------------- | ----------------------------- | ------------------------------------ | -------------------- | ----------------------------- |
| Мушки  | 53                        | 0                             | 0                                    | 3                    | 21                            |
| Женски | 28                        | 2                             | 0                                    | 1                    | 7                             |
| Укупно | 81                        | 2                             | 0                                    | 4                    | 28                            |
|        |                           |                               |                                      |                      |                               |
| Пол    | Производња и снабдевање   | Грађевинарство                | Трговина                             | Хотели и ресторани   | Саобраћај, складиштење и везе |
| Мушки  | 0                         | 4                             | 6                                    | 4                    | 4                             |
| Женски | 0                         | 0                             | 3                                    | 0                    | 0                             |
| Укупно | 0                         | 4                             | 9                                    | 4                    | 4                             |
|        |                           |                               |                                      |                      |                               |
| Пол    | Финансијско посредовање   | Некретнине                    | Државна управа и одбрана             | Образовање           | Здравствени и социјални рад   |
| Мушки  | 0                         | 0                             | 7                                    | 3                    | 0                             |
| Женски | 0                         | 0                             | 2                                    | 6                    | 6                             |
| Укупно | 0                         | 0                             | 9                                    | 9                    | 6                             |
|        |                           |                               |                                      |                      |                               |
| Пол    | Остале услужне активности | Приватна домаћинства          | Екстериторијалне организације и тела | Непознато            | Непознато                     |
| Мушки  | 0                         | 0                             | 0                                    | 1                    | 1                             |
| Женски | 1                         | 0                             | 0                                    | 0                    | 0                             |
| Укупно | 1                         | 0                             | 0                                    | 1                    | 1                             |